# クアドラフォニクス
QUADRAPHONICS（クアドラフォニクス）は、主に1990年前後に活動した音楽ユニットである。岡野ハジメと吉田仁で構成。
海外の音楽グループ、The Quadraphonicsとは別物である。

## 概要・来歴
明治学院大学時代の友人であった岡野ハジメと吉田仁により結成。その後、岡野はスペース・サーカス、ショコラータ、東京ブラボー、PINKに参加し、吉田はSALON MUSICを結成していたが、その間も二人での録音を続けていた。1988年、アルバム「HEAT ME」でメジャー・デビュー、2枚目のアルバムである「BLOOD AND SNOW」を最後に楽曲の発表はしていないが、1992年にはスターリンのプロデュースをしている。

## 作品

### アルバム
1. HEAT ME （1988年12月21日）32XM-82、EAN 4988029006837
2. BLOOD AND SNOW （1990年9月25日）ALCA-80、EAN 4988024006733（1995年6月21日再発）ALCA-9166、EAN 4988024017890

### プロデュース
- 奇跡の人 - スターリン
- ライド・オン・タイム - スターリン